# Dálnice 3
Die Dálnice 3 (tschechisch für „Autobahn 3“) ist eine teilweise noch in Planung befindliche Autobahn in Mittelböhmen und Südböhmen, die fertiggestellt vom Autobahnring Prag über Tábor und Budweis zur Staatsgrenze nach Österreich führen soll und dort an die österreichische Mühlviertler Schnellstraße S 10 anknüpfen wird, die nach Linz und weiter als Mühlkreis-Autobahn A 7 zur West Autobahn A 1 verläuft. Eine 98 Kilometer lange Strecke zwischen Mezno (Bezirk Benešov) über České Budějovice bis Kaplice nádraží isrt bereits in Betrieb, weitere 15,5 Kilometer sind im Süden bis zur Staatsgrenze bis 2027 im Bau.

## Planungsgeschichte
Obwohl nach dem Münchner Abkommen und der Besetzung des Sudetenlandes 1938 sowie mit der vollständigen Zerschlagung der Tschechoslowakei 1939 auf dem Gebiet des durch den NS-Staat errichteten Protektorats Böhmen und Mähren zahlreiche Reichsautobahnen geplant und zum Bau freigegeben wurden, fand sich in den Netzplänen zunächst keine Verbindung zwischen Prag über Budweis nach Linz. Im Mai 1941 ist erstmals eine solche Reichsautobahnplanung im Netzplan verzeichnet. Allerdings fehlte sie im Netzplan vom 1. August 1941 wieder.
Mit dem Ende des Zweiten Weltkriegs, der Gründung der Tschechoslowakischen Sozialistischen Republik und dem Kalten Krieg bestand für diese Verkehrsverbindung über lange Zeit kein Bedarf an der Errichtung einer Autobahn. Deshalb fand die Linie auch keinen Eingang in das durch Beschluss der Regierung Nr. 286 vom 10. April 1963 geplante Autobahnnetz. Erst 1987 kam mit Regierungsbeschluss Nr. 24 die Strecke Prag – Budweis – Österreich hinzu. Nach der Teilung der Tschechoslowakei 1993 wurde durch die Regierung der Tschechischen Republik mit dem Regierungsbeschluss Nr. 631/93 die D3 in das Autobahnnetz aufgenommen und ein Bau bis 2005 vorgenommen. Allerdings erfolgte 1996 eine Überprüfung des Projektes mit der Folge, dass im Februar 1997 mit dem Beschluss Nr. 86/1997 die Autobahn D3 aus dem Autobahnbauplan bis 2005 ausgeschlossen wurde. Die Vorentwürfe für nahezu die gesamte Trasse in Mittelböhmen waren zu dieser Zeit bereits ausgearbeitet. 1999 wurde durch Entscheidung der Regierung Nr. 741 die Autobahn D3 wieder in die Netzplanung bis 2010 aufgenommen, südlich von Český Krumlov allerdings als Schnellstraße R3. Daraufhin wurden die Planungsarbeiten vorangetrieben und der Bau vor allem hoch belasteter Teilabschnitte begonnen. Mit dem Änderungsgesetz Nr. 268/2015 wurde die gesamte Strecke mit Wirkung zum 1. Januar 2016 zur Dálnice 3 umklassifiziert.

## Bau und fertiggestellte Abschnitte

### Prag – Nová Hospoda
Mit dem Bau des nördlichen Teils der Dálnice 3, der vom Autobahnring Prag (Dálnice 0) abzweigen, westlich von Benešov und parallel zur bisherigen Silnice I/3 verlaufen sowie schließlich bei Nová Hospoda in die bereits fertiggestellten Teile der D 3 münden soll, ist bisher noch nicht begonnen worden. Im Einzelnen ist folgender Planungsstand erreicht:
| Nr. des Abschnitts | Abschnitt               | Länge     | Status                | Baubeginn     | Fertigstellung | Querschnitt | Entwurfs- geschwindigkeit | Besonderheit                                                                                      |
| ------------------ | ----------------------- | --------- | --------------------- | ------------- | -------------- | ----------- | ------------------------- | ------------------------------------------------------------------------------------------------- |
| 301                | Prag – Jílové           | 09,514 km | Projektplan genehmigt | geplant: 2027 | geplant: 2031  | D27,5       | 120                       | einschließlich südlicher Umgehung von Jílové u Prahy als Silnice II/105                           |
| 302                | Jílové – Hostěradice    | 04,486 km | Projektplan genehmigt | geplant: 2027 | geplant: 2031  | D27,5       | 120                       |                                                                                                   |
| 303                | Hostěradice – Václavice | 11,292 km | Projektplan genehmigt | geplant: 2027 | geplant: 2031  | D27,5       | 120                       | einschließlich Zubringer Týnec und Benešov (Silnice II/112) sowie Rastplatz Dunávice (beidseitig) |
| 304                | Václavice – Voračice    | 16,700 km | Projektplan genehmigt | geplant: 2027 | geplant: 2031  | D27,5       | 120                       | einschließlich Rastplatz Minartice beidseitig                                                     |
| 305/I              | Voračice – Nová Hospoda | 16,454 km | Projektplan genehmigt | geplant: 2027 | geplant: 2031  | D27,5       | 120                       |                                                                                                   |

### Nová Hospoda – České Budějovice
Der mittlere Teil der Dálnice 3 von Nová Hospoda bis České Budějovice ist bereits fertiggestellt:
| Nr. des Abschnitts | Abschnitt                     | Länge     | Status        | Baubeginn                     | Fertigstellung     | Querschnitt | Entwurfs- geschwindigkeit | Besonderheit |
| ------------------ | ----------------------------- | --------- | ------------- | ----------------------------- | ------------------ | ----------- | ------------------------- | --- |
| 305/II             | Nová Hospoda – Mezno          | 01,700 km | unter Verkehr | Juli 2008 (Vorarbeiten: 2007) | 22. Dezember 2009  | D26,5       | 120                       | |
| 306/I              | Mezno – Chotoviny             | 06,800 km | unter Verkehr | 24. Juni 2004                 | 17. Dezember 2007  | D26,5       | 120                       | einschließlich Autobahnmeisterei Chotoviny |
| 306/II             | Chotoviny – Tábor             | 08,757 km | unter Verkehr | 1988                          | Juni 2005          | D26,5       | 120                       | Ortsumgehung Tábor: begonnen 1988, einbahnig fertiggestellt im Juni 1991, im Oktober 2008 im Autobahnquerschnitt dem Verkehr übergeben; Teilstrecke Chotoviny – Čekanice: Baubeginn Februar 2002, Fertigstellung: Juni 2005 |
| 307A, B und C      | Tábor – Soběslav              | 16,295 km | unter Verkehr | 2. Oktober 2008               | 27. Juni 2013      | D27,5       | 120                       | |
| 308A und 308B      | Soběslav – Veselí nad Lužnicí | 08,715 km | unter Verkehr | 2. Oktober 2008               | 27. Juni 2013      | D27,5       | 120                       | |
| 308C               | Veselí nad Lužnicí – Bošilec  | 05,125 km | unter Verkehr | 7. April 2015                 | 12. Oktober 2017   | D27,5       | 120                       | im August 1998 bereits Umgehungsstraße Veselí nad Lužnicí einbahnig als Teil der künftigen Autobahn fertiggestellt |
| 309/I              | Bošilec – Ševětín             | 08,137 km | unter Verkehr | 22. September 2015            | 24. Juni 2019      | D27,5       | 120                       | |
| 309/II             | Ševětín – Lhotice             | 10,680 km | unter Verkehr | 15. März 2017                 | 10. Dezember 2019  | D27,5       | 120                       | einbahnig zwischen 1987 und 1994 errichtet; Tank- und Rastanlage Chotýčany (beidseitig), fertiggestellt am 14. September 2023                                                                                               |
| 309/III            | Lhotice – Úsilné              | 03,160 km | unter Verkehr | 7. April 2015                 | 27. September 2017 | D27,5       | 120                       | |

### České Budějovice – Staatsgrenze CZ/A
Ein 28,3 Kilometer langer Abschnitt zwischen České Budějovice und Kaplice-nádraží, der am Anfang als Umfahrung von České Budějovice dient, wurde am 21. Dezember 2024 in Betrieb genommen. Die Trasse des 15,5 km langem Abschnitts von Kaplice-nádraží bis Staatsgrenze ist seit Januar sowie Juni 2024 im Bau und soll bis September 2027 fertig gebaut sein. Der Abschnitt zwischen Třebonín und der Staatsgrenze mit Österreich war ursprünglich als Schnellstraße (rychlostní silnice) R3 geplant, wurde seit der Umwidmung der tschechischen Autobahnen und Schnellstraßen mit Wirkung zum 1. Januar 2016 Bestandteil der D3. Dieser Abschnitt ist daher nur mit einem Querschnitt 25,5 geplant worden. Im Einzelnen sind Bau und Planungen wie folgt vorangeschritten:
| Nr. des Abschnitts | Abschnitt                               | Länge     | Status        | Baubeginn       | Fertigstellung     | Querschnitt | Entwurfs- geschwindigkeit | Besonderheit                                           |
| ------------------ | --------------------------------------- | --------- | ------------- | --------------- | ------------------ | ----------- | ------------------------- | ------------------------------------------------------ |
| 310/I              | Úsilné – Hodějovice                     | 07,197 km | unter Verkehr | 17. April 2019  | 21. Dezember 2024  | D27,5       | 120                       |                                                        |
| 310/II             | Hodějovicen – Třebonín                  | 12,550 km | unter Verkehr | 29. März 2019   | 21. Dezember 2024  | D27,5       | 120                       |                                                        |
| 311                | Třebonín – Kaplice nádraží              | 08,577 km | unter Verkehr | 4. Februar 2022 | 21. Dezember 2024  | D25,5       | 120                       | mit Rastplätzen Velešín-Westseite und Velešín-Ostseite |
| 312/I              | Kaplice nádraží – Nažidla               | 11,990 km | im Bau        | 28. Juni 2024   | geplant: 2026/2027 | D25,5       | 120                       |                                                        |
| 312/II             | Nažidla – Dolní Dvořiště (Staatsgrenze) | 03,543 km | im Bau        | 9. Januar 2024  | geplant: 2026      | D25,5/D26   | 130                       | Rastplatz Suchdol (beidseitig) geplant                 |

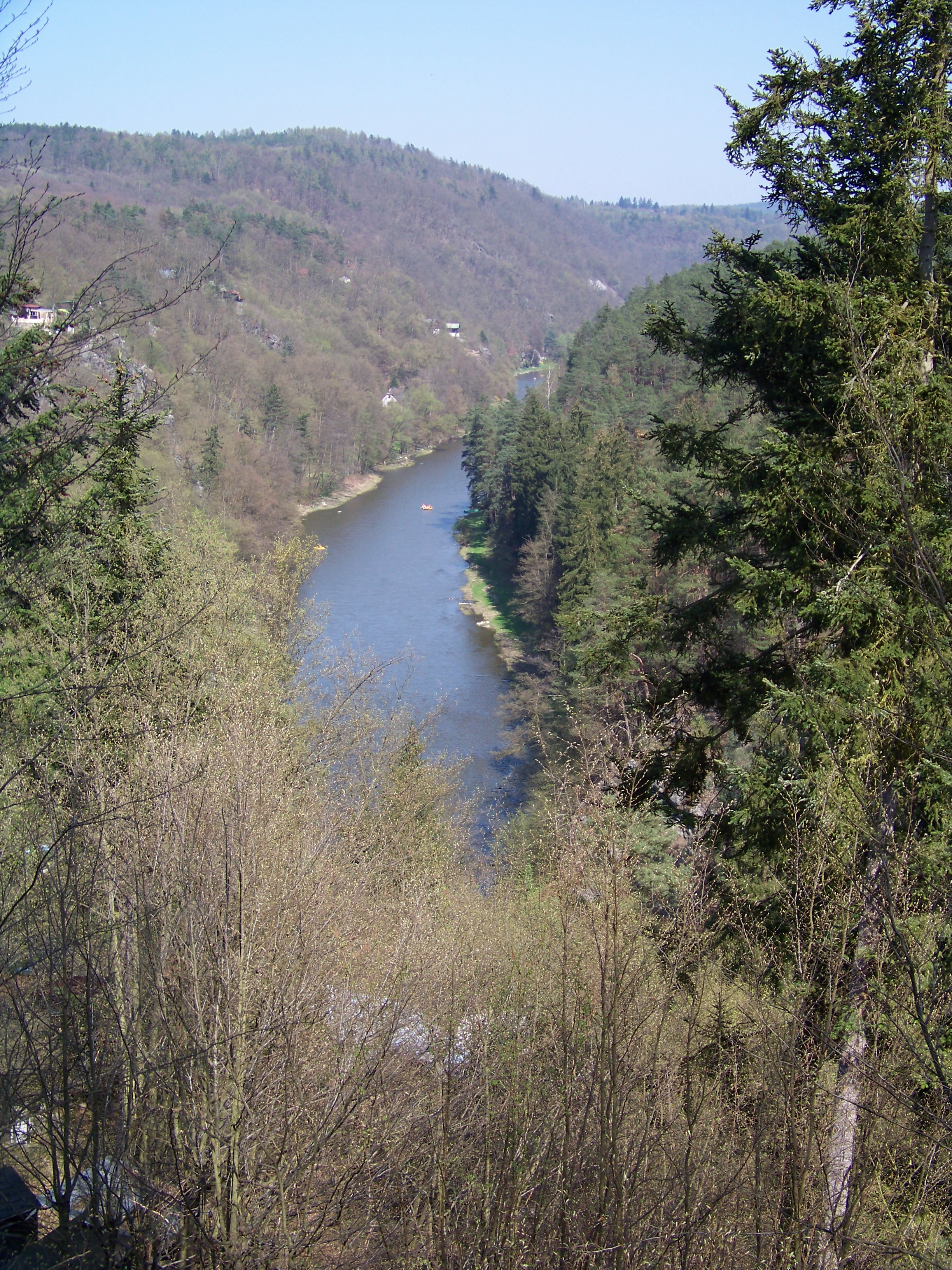
Tal des Flusses Sázava bei Luka pod Medníkem, das von der D 3 gequert werden soll
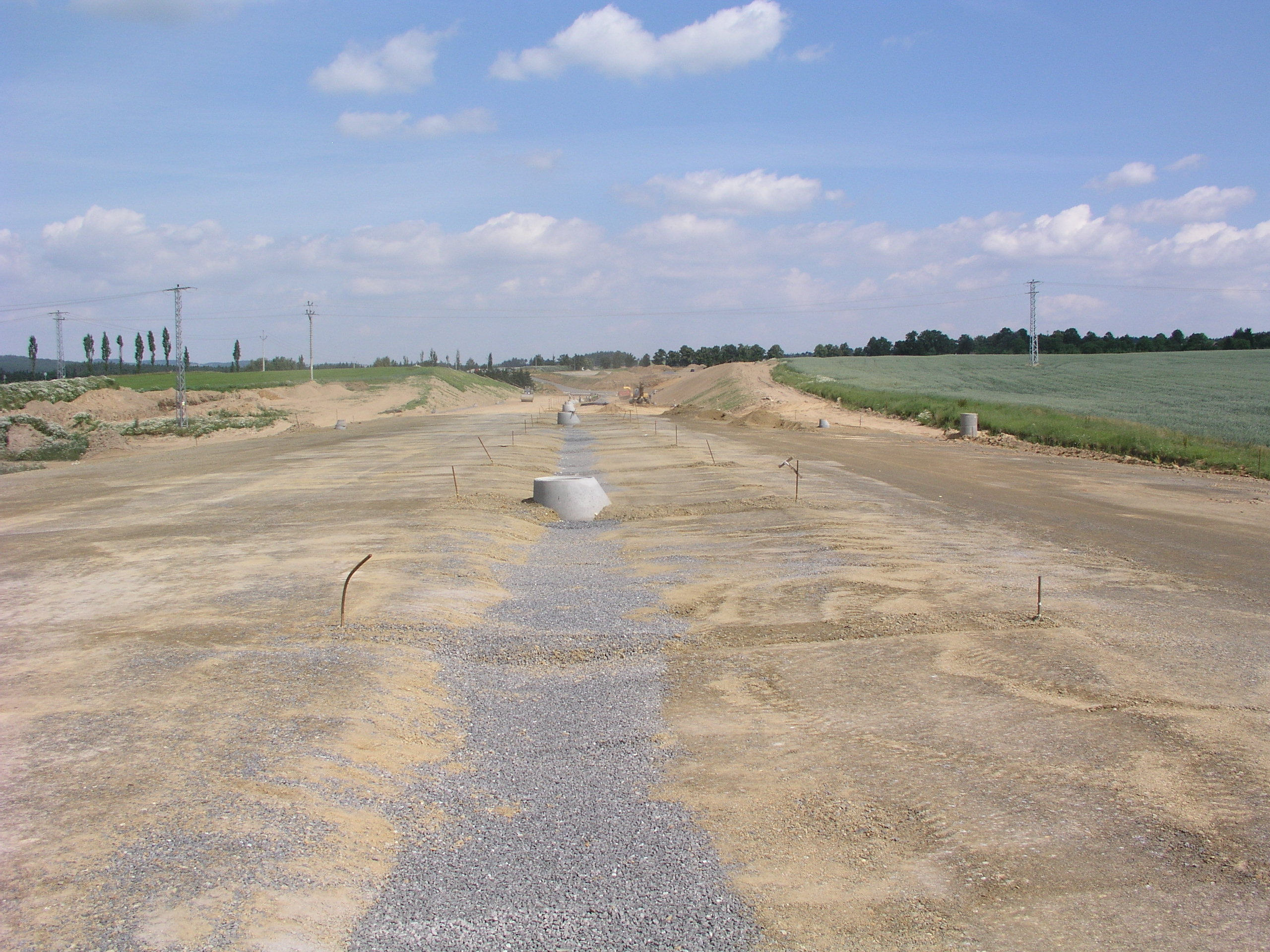
Baustelle der Dálnice 3 bei Chotoviny
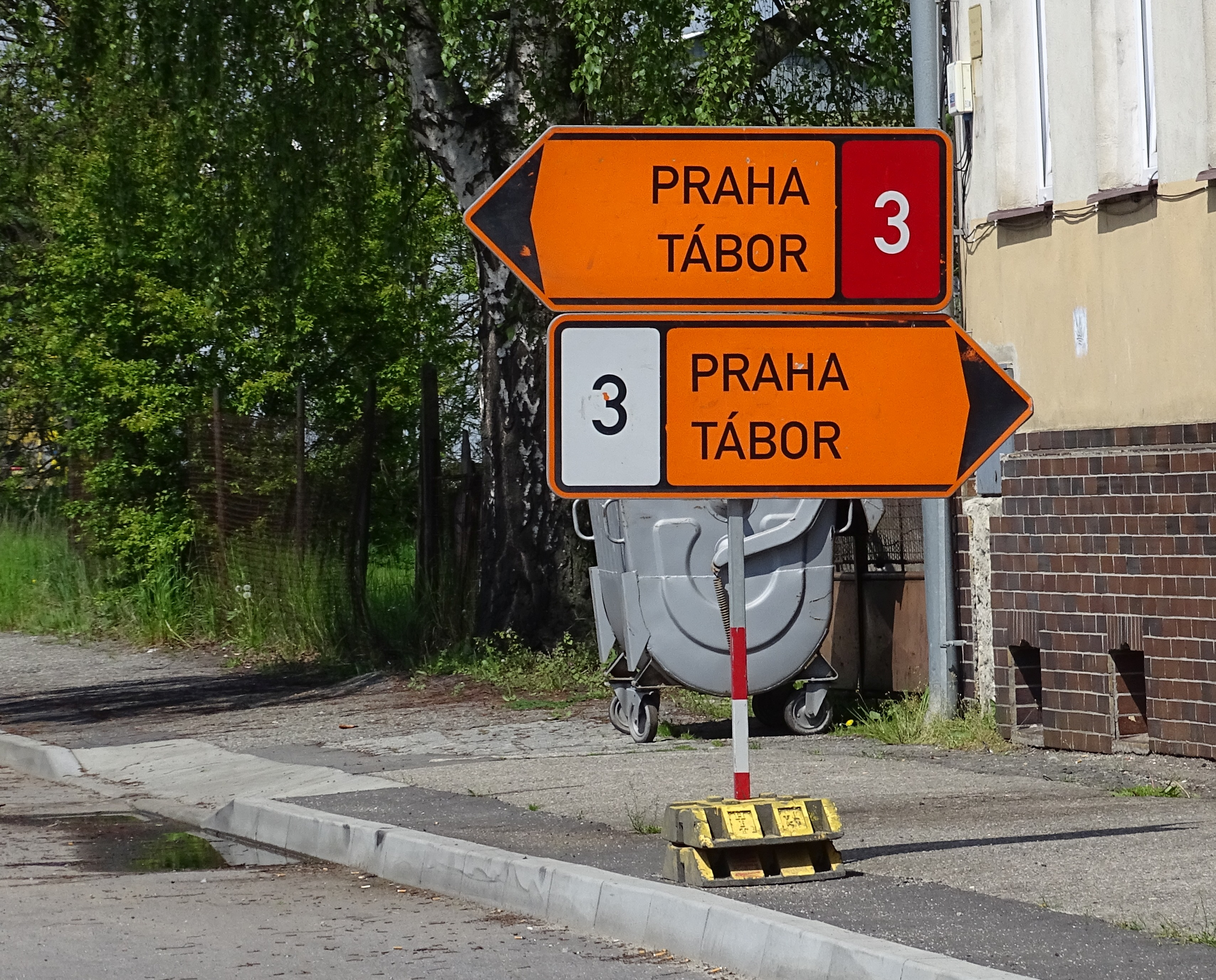
Provisorische Wegweiser in Veselí nad Lužnicí, Mai 2017
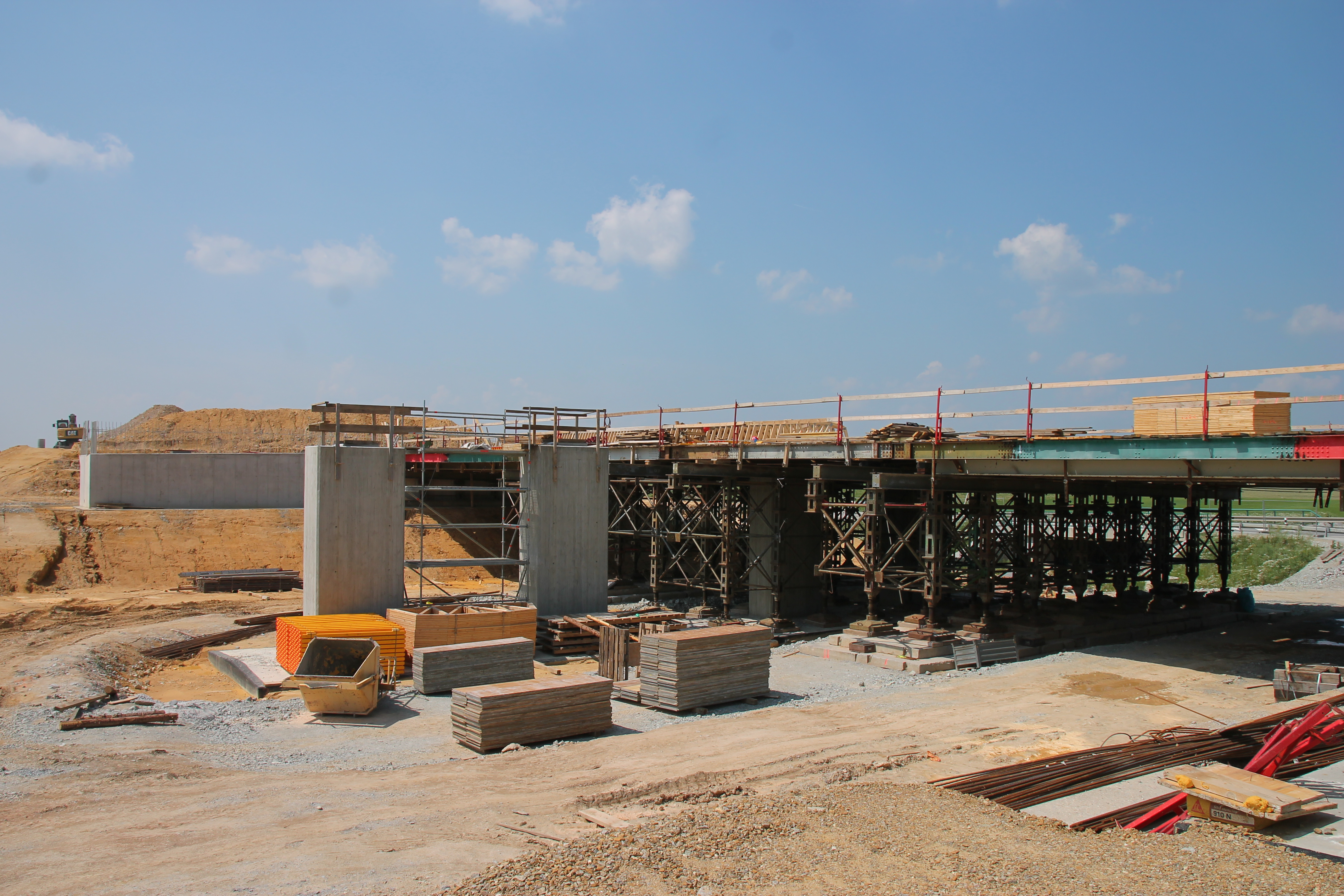
Bauarbeiten an einer Brücke bei Dynín, Mai 2018
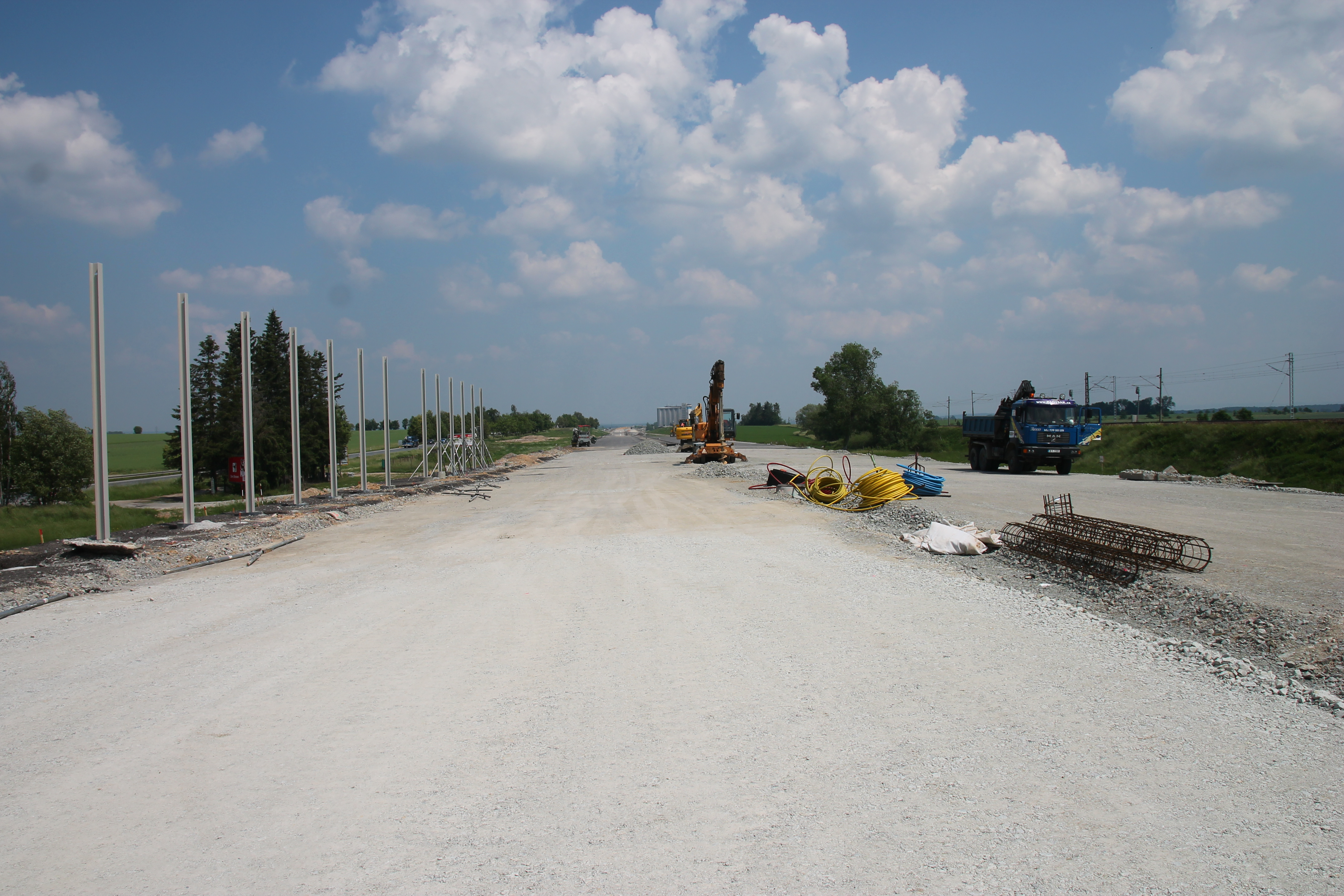
Baustelle der D 3 bei Neplachov, Mai 2018
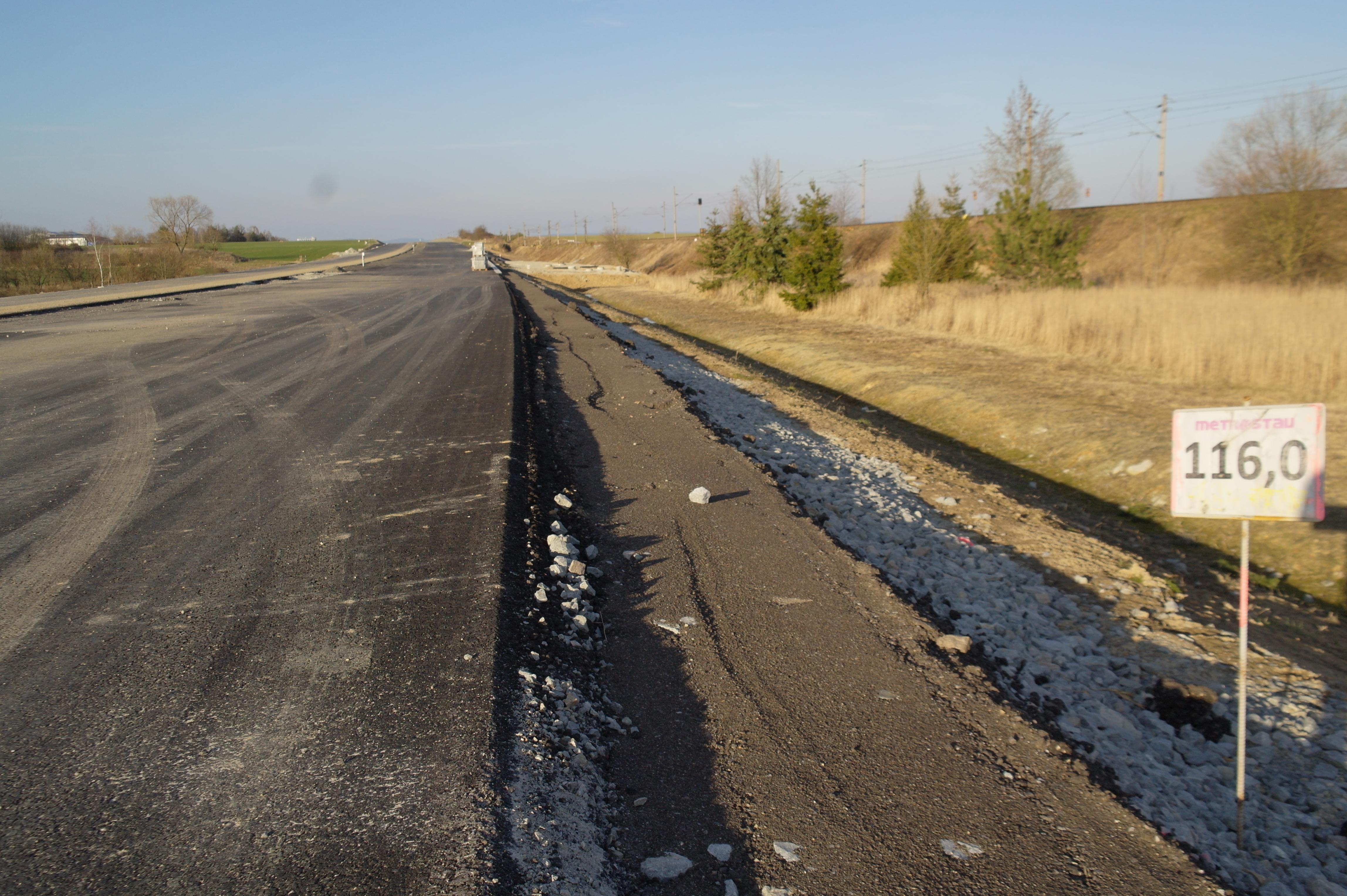
Bau der D 3 bei Ševětín, April 2018
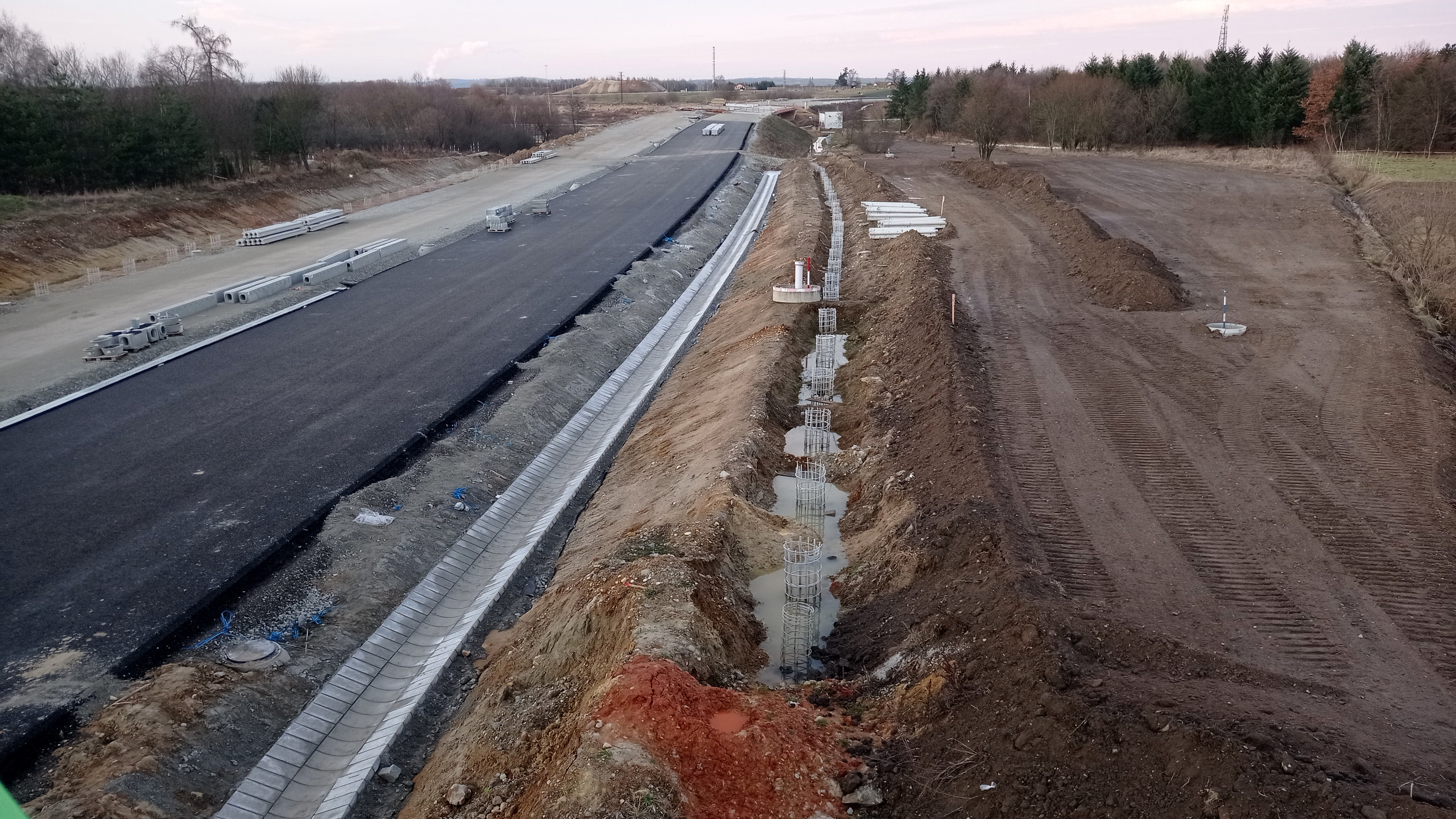
Bauarbeiten an der D 3 bei Hodějovice, Dezember 2022
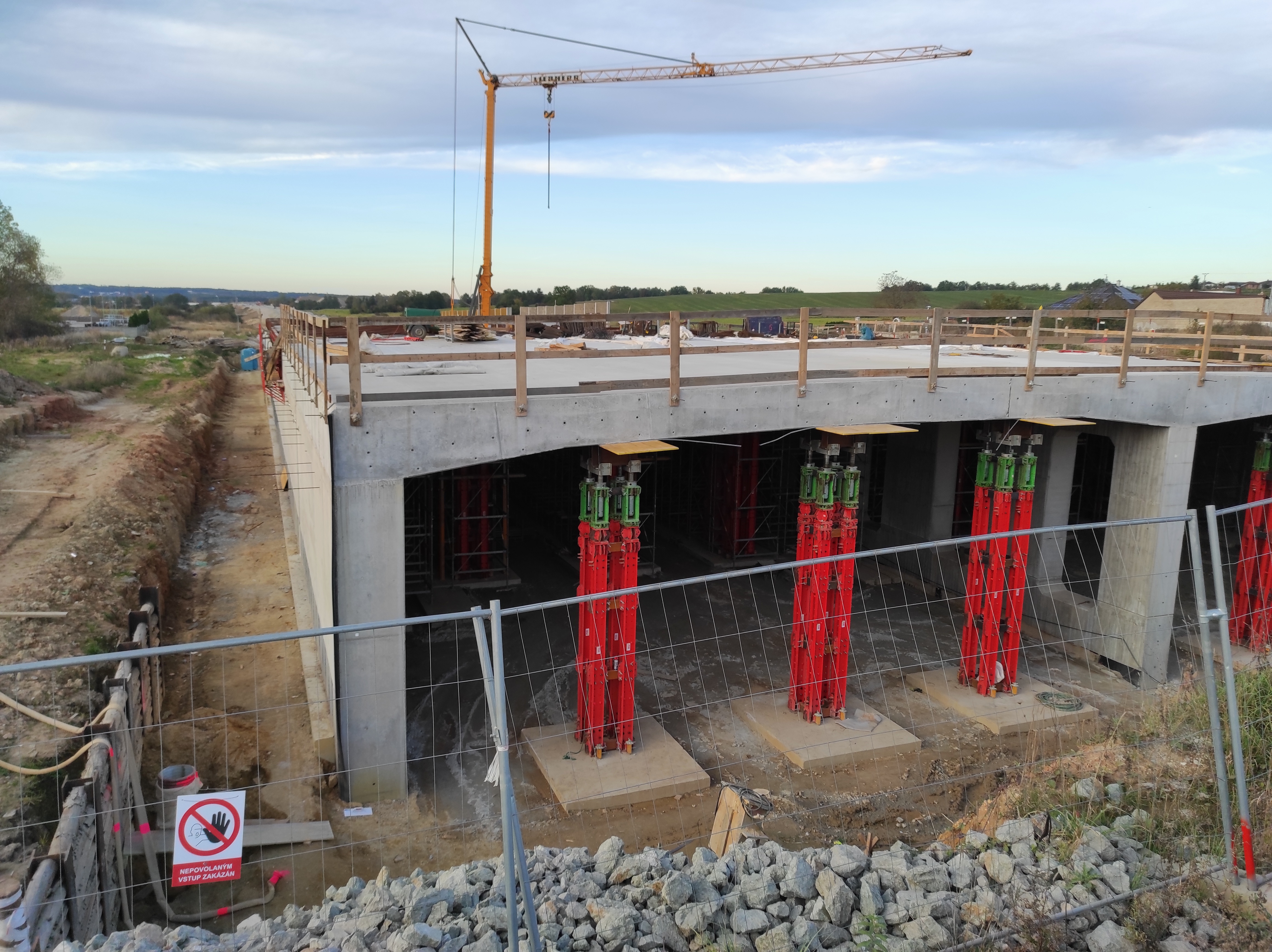
Im Bau befindliche Einhausung bei Vráto in der Nähe von Budweis, Oktober 2022

## Tempolimit
In Tschechien wird bereits seit mehreren Jahren eine abschnittsweise Erhöhung des Tempolimits auf Autobahnen über 130  km/h hinaus diskutiert. Voraussichtlich ab Oktober 2025 wird auf dem ca. 50 Kilometer langen Abschnitt der D3 zwischen Tábor und České Budějovice das Tempolimit auf 150  km/h erhöht. Die Geschwindigkeit soll in Abhängigkeit von Wetter und Verkehrsbelastung über Wechselverkehrszeichen geregelt werden. Bei positiven Erfahrungen soll eine Ausweitung von Tempo 150 auch auf der D1 (Abschnitt Přerov - Ostrava) und die D11 (Abschnitt Kolín - Jaroměř) erfolgen.